# Ernest Denis

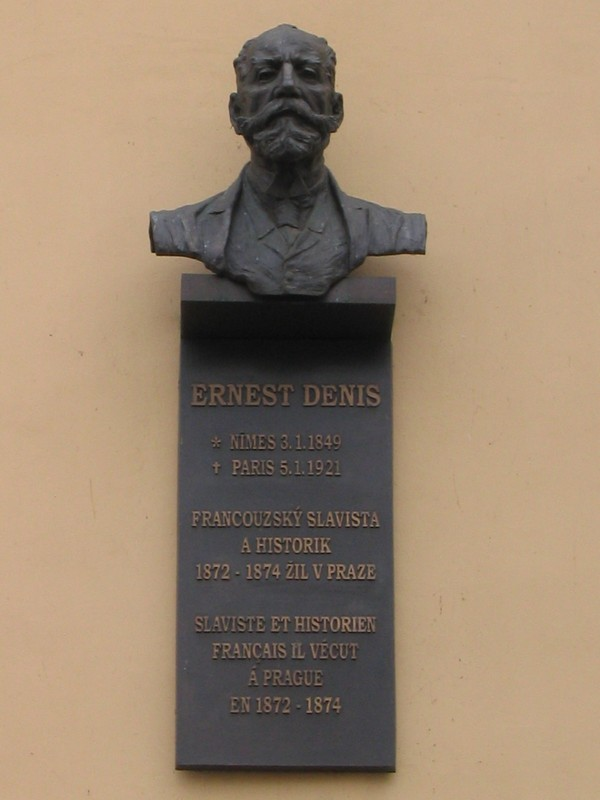
Busto e placa comemorativa de Ernest Denis, na Praça Malostranské, Praga.

Ernest Denis (Nîmes (Gard), 3 de Janeiro de 1849 — Paris, 4 de Janeiro de 1921) foi um historiador francês, especialista na história da Alemanha e da Boémia, e um dos primeiros estudiosos do eslavismo em França. Teve um papel importante na fundação da Checoslováquia como entidade política independente após a Primeira Guerra Mundial, advogando junto das potências vencedoras, com destaque para a França, a necessidade de emancipar os povos checo e eslovaco. Com Louis Léger é considerado como o maior especialista francês nas temáticas referentes ao mundo eslavo.
Sepultado no Cemitério de Sceaux.

## Obras principais
- Jean Huss et les Hussites, Paris, Leroux, 1878.
- Origines de l'Unité des Frères bohêmes, Angers, 1885.
- Georges de Podebrad.
- La Bohême pendant la seconde moitié du XVe siècle, 1885.
- Établissement de la dynastie autrichienne en Bohême, 1889
- Fin de l'indépendance Bohême, 1890 (2 volumes)
- La France à Moscou, 1891.
- L’Histoire générale du IVe siècle à nos jours, ouvrage collectif, 4 volumes 1891 à 1894.
- L'Allemagne 1789-1810, 1896.
- L'Allemagne 1810-1852, 1898.
- La Confédération germanique, 1898.
- Mémoires et essais sur Palacky, 1898.
- La Bohême depuis la Montagne-blanche, 1903.
- La Fondation de l'Empire allemand, (1852-1871), 1906.
- Qui a voulu la guerre ?, en collaboration avec le professeur Émile Durkheim, 1914.
- La Guerre. Causes immédiates et lointaines. L'intoxication d'un peuple, 1915.
- La Grande Serbie, 1915.
- Les Slovaques, La Question d'Autriche, 1917.
- L'Allemagne et la paix, 1918.
- La Question juive sur le territoire de la Pologne historique, 1919.